# Linn Valley (Alberta)
Pour les articles homonymes, voir Linn Valley.
Linn Valley est un hameau (hamlet) du Comté de Red Deer, situé dans la province canadienne d'Alberta.

## Démographie
En tant que localité désignée dans le recensement de 2011, Linn Valley a une population de 212 habitants dans 86 de ses 86 logements, soit une variation de -6.2% par rapport à la population de 2006. Avec une superficie de 0,709 9 km2, le hameau possède une densité de population de 298,633 6 hab/km2 en 2011.
Concernant le recensement de 2006, Linn Valley abritait 226 habitants dans 86 de ses 88 logements. Avec une superficie de 0,709 9 km2, le hameau possédait une densité de population de 318,4 hab/km2 en 2006.